# Kain XVIII
Kain XVIII (russisk: Каин XVIII) er en sovjetisk spillefilm fra 1963 af Nadesjda Kosjeverova og Mikhail Sjapiro.

## Medvirkende
- Erast Garin som Cain XVIII
- Lidija Sukharevskaja som Vlasta
- Mikhail Sjarov
- Jurij Ljubimov
- Aleksandr Demjanenko som Ian